# Nataliyamalikita
La nataliyamalikita és un mineral de la classe dels halurs.

## Característiques
La nataliyamalikita és un halur de fórmula química TlI. Va ser aprovada com a espècie vàlida per l'Associació Mineralògica Internacional l'any 2016. Cristal·litza en el sistema ortoròmbic. Es creu que és probablement l'anàleg mineral amb iode de la lafossaïta.

## Formació i jaciments
Va ser descoberta al volcà Avacha, situt a Kamtxatka (Districte Federal de l'Extrem Orient, Rússia). Es tracta de l'únic indret on ha estat trobada aquesta espècie mineral.